# Tays Reis
Tays Santos dos Reis (Ilhéus (Bahia), 13 januari 1995) is een Braziliaans popzangeres en danseres.

## Biografie
Reis werd geboren in Ilhéus, een gemeente in het zuiden van Bahia. Ze verhuisde al snel naar Itabuna, waar ze haar jeugd en adolescentie doorbracht. Ze begon met zingen op 13-jarige leeftijd in een Adventkerk. Op 15-jarige leeftijd ging ze naar een muziekschool, waar Reis zes maanden zang- en gitaarles volgde. Haar eerste professionele ervaringen waren het zingen op muziekfestivals, bars en forróbands in de regio, totdat ze op 21-jarige leeftijd werd uitgenodigd door zakenman Aldo Rebouças om zich bij Banda Vingadora aan te sluiten.
De groep, opgericht in februari 2014, begon hun carrière in traditionele feesten in het binnenland van Bahia, genaamd "Paredões de som", waar ze erin slaagden de favoriete band van deze feesten te zijn. De band werd bekend in het noordoosten met het nummer "A Minha Mãe Deixa", dat dat jaar werd aangesteld als de hymne van het São João-feest. In de rest van Brazilië verwierf de band bekendheid met de hit "Paredão Metralhadora", die wordt beschouwd als de muziek van het carnaval van 2016. De videoclip hiervan, die succesvol was op YouTube, werd geïnspireerd door de film Mad Max.
Op 28 maart 2019 verliet Reis de band om een solocarrière te beginnen. Op 28 september 2019 bracht zij haar eerste single uit getiteld "Bombardeio", opgenomen in Salvador. De video brengt een flirterige sfeer, veel sensualiteit en een romance met een personage gespeeld door modeontwerper en digitale influencer Laéllyo Mesquita. In 2020 bracht ze nog twee singles uit, "Me let me crazy" en "Guitarrinha", waarmee ze het plan om arrochadeira en pagode uit Bahia te mixen voortzette.
Op 8 september 2020 werd Reis bevestigd als een van de twintig deelnemers aan het twaalfde seizoen van de realityshow A Fazenda van RecordTV. Reis was de zestiende die werd uitgeschakeld in een publieksstemming tegen Lipe Ribeiro en Stéfani Bays. 29,29% van de stemmen was niet genoeg om te blijven en Reis eindigde als vijfde in de competitie.